# Mohtár Náílí
Mohtár Náílí (arabul: المختار النايلي); Tunisz, 1953. szeptember 3. –) tunéziai válogatott labdarúgókapus.

## Pályafutása

### Klubcsapatban
1969 és 1983 között a Club Africain csapatában játszott. Négyszeres tunéziai bajnok és háromszoros kupagyőztes. 

### A válogatottban
1978 és 1982 között 21 alkalommal szerepelt a tunéziai válogatottban. Részt vett az 1978-as és az 1982-es Afrikai nemzetek kupáján, illetve az 1978-as világbajnokságon, ahol a Mexikó, a Lengyelország és az NSZK elleni csoportmérkőzésen kezdőként lépett pályára.

## Sikerei, díjai
Club Africain
- Tunéziai bajnok (4): 1972–73, 1973–74, 1978–79, 1979–80